# Нижнее Осипово
Нижнее Осипово — деревня в Нюксенском районе Вологодской области.
Входит в состав Нюксенского сельского поселения, с точки зрения административно-территориального деления — в Березовский сельсовет.
Расстояние до районного центра Нюксеницы по автодороге — 29 км. Ближайшие населённые пункты — Наволоки, Дмитриево, Красавино.
По данным переписи в 2002 году постоянного населения не было.